# Mornans
Mornans là một xã thuộc tỉnh Drôme trong vùng Auvergne-Rhône-Alpes ở đông nam nước Pháp. Xã Mornans nằm ở khu vực có độ cao từ 339-1307 mét trên mực nước biển.